# Micimackó visszatér
A Micimackó visszatér (eredeti cím: Pooh's Grand Adventure: The Search for Christopher Robin) 1997-ben megjelent amerikai rajzfilm, amely Micimackó című filmsorozata, egy teljesen eredeti történet, és nem Alan Alexander Milne regénye alapján készült. Az animációs játékfilm rendezője Karl Geurs, producere Cheng Ginar. A forgatókönyvet Carter Crocker írta, a zenéjét Carl Johnson szerezte. A videofilm a Walt Disney Pictures és a DisneyToon Studios gyártásában készült, a Walt Disney Home Video forgalmazásában jelent meg. Műfaja zenés kalandfilm.
Amerikában 1997. augusztus 5-én, Magyarországon 1998. március 31-én adták ki VHS-en.

## Cselekmény
Véget ér a nyár, és ezzel a vakációnak is vége. Róbert Gidának iskolába kell mennie. Ezt nincs szíve személyesen megmondani Micimackónak, így hát tollat ragad, hogy levélben adja tudtára. A csekély-értelmű medvebocs azonban félreérti az üzenetet.

## Televíziós megjelenés
- HBO, HBO 2, HBO 3, Paramount Channel, RTL Klub